# Bölükyazı, Hanönü
Bölükyazı là một xã thuộc huyện Hanönü, tỉnh Kastamonu, Thổ Nhĩ Kỳ. Dân số thời điểm năm 2008 là 138 người.